# Escale à Yokohama
Escale à Yokohama (ヨコハマ買い出し紀行, Yokohama Kaidashi Kikō) est un manga de Hitoshi Ashinano prépublié dans le mensuel Afternoon depuis 1994, où la série s'est achevée fin février 2006. Actuellement, quatorze volumes ont été publiés, et la série a fait l'objet de deux adaptations animées via deux séries d'OAV de deux épisodes chacune. La version française est éditée par Meian.

## Synopsis
Se déroulant au Japon, dans un futur indéterminé, la Terre semble avoir connu une mystérieuse catastrophe ayant causé une baisse générale de la population ainsi qu'une montée des eaux. Escale à Yokohama suit la vie quotidienne d'Alpha Hatsuseno. Bien qu'ayant l'apparence d'une jeune femme, Alpha est en réalité un robot, un des prototypes des séries A7, qui ont pour particularité de pouvoir développer des émotions humaines. En attendant le retour de son « propriétaire », elle s'occupe du café Alpha, se fait des amis et photographie la campagne où elle vit. Elle veille parfois sur Takahiro et Makki, deux enfants que l’on voit grandir au fil des volumes.
Le trait simple et arrondi de l'auteur, ainsi que l'absence de violence et le rythme mesuré de la série, contribuent à donner au manga une atmosphère calme et relaxante.

## Personnages
- Alpha Hatsuseno : Héroïne du manga, elle s'occupe du Café Alpha, en attendant le retour de son propriétaire. Extravertie, drôle et gentille, il est parfois difficile de se rendre compte qu’elle est un robot. Étant un robot de modèle « A7M2 », elle est allergique au lait. Elle adore les poissons et collectionne des objets en rapport avec ces derniers.
- Kokone Takatsu : Elle est un robot de la même série qu'Alpha. Après l'avoir rencontrée lors d'une livraison, elles vont vite devenir amies et s'envoyer des lettres. Contrairement à Alpha, elle n'est pas affectée par le lait. C'est parce qu'elle est une « A7M3 ». Elle va d'ailleurs tenter de se renseigner sur les « A7M2 ». Dans le manga, il est sous-entendu qu'elle est lesbienne.
- Maruko : Également une « A7M3 », elle est amoureuse de Kokone.
- Papi : Propriétaire de la station d'essence, c'est un ami proche de Koumi'ishi et d'Alpha. Il est le grand-père de Takahiro. Dans la version originale, son prénom est inconnu. Cependant, dans la version française, une erreur de traduction sous-entend qu'il s'appellerait « Putaro ».
- Takahiro : Jeune garçon qui grandit de volume en volume. Il est fasciné par la mystérieuse Misago, dont il fit la rencontre à plusieurs reprises. Il est très proche d'Alpha et de son amie Makki.
- Matsuki : Surnommée Makki, elle aussi grandit de volume en volume. Étant secrètement amoureuse de Takahiro, elle était jalouse d'Alpha, car il semble avoir des sentiments pour elle. Cependant, elles deviendront amies après leur rencontre. Makki aussi rencontrera la Misago, c'est d'ailleurs ce qui la rapprochera d'Ayase.
- Ayase : Toujours accompagné de son « Kamas », il est à la recherche de la Misago.
- Misago : Créature à l'apparence humaine, elle ne se montre qu'aux enfants. Son origine est inconnue, mais il s'agit probablement d'un robot ayant adopté un mode de vie sauvage.
- Nai : Également un robot, il a comme particularité d'être un homme. Il est le seul robot masculin à être encore en vie.
- Koumi'ishi : Une scientifique spécialisée dans la robotique. Elle est une amie proche de Papi et d'Alpha.

## Manga
Le premier chapitre d'Escale à Yokohama est publié en juin 1994 dans le magazine de prépublication Afternoon. La série a été éditée sous forme de tankōbon par Kōdansha et compte au total 14 tomes avant d'être republié du 23 octobre 2009 au 7 juillet 2010.
La version française est publiée par Meian à partir de mars 2021.

### Liste des volumes
| no | Japonais         | Japonais          | Français         | Français          |
| no | Date de sortie   | ISBN              | Date de sortie   | ISBN              |
| --- | ---------------- | ----------------- | ---------------- | ----------------- |
| 1 | 18 août 1995     | 978-4-06-321050-7 | 29 mars 2021     | 978-2-38-275041-4 |
| Personnage en couverture : Alpha HatsusenoListe des chapitres : - Chapitre 0 : Escale à Yokohama (ヨコハマ買い出し紀行, Yokohama Kaidashi Kikō) - Chapitre 1 : Une soirée aux senteurs métalliques (鋼の香る夜, Hagane no kaoru yoru) - Chapitre 2 : Misago, la fille de la baie (入江のミサゴ, Irie no Misago) - Chapitre 3 : Un cadeau encombrant (しましまのごろごろ, Shima shima no gorogoro) - Chapitre 4 : Après la pluie (雨とその後, Ame to sonogo) - Chapitre 5 : Un instant d'éternité (エンドレス町内会, En doresu chōnai-kai) - Chapitre 6 : La nuit du jour de l'an (プレ寝正月, Pure neshōgatsu) - Chapitre 7 : Matin (午前２/２, Gozen 2/2) |                  |                   |                  |                   |
| 2 | 21 février 1996  | 978-4-06-321055-2 | 29 mars 2021     | 978-2-38-275042-1 |
| Personnage en couverture : Alpha HatsusenoListe des chapitres : - Chapitre 8 : Après-midi (午後１/１, Gogo 1/1) - Chapitre 9 : 300 prises par cube (ひと粒300枚, Hitotsubu 300-mai) - Chapitre 10 : Ayase et Barracuda (カマスのアヤセ, Kamasu no ayase) - Chapitre 11 : Protéines (プロテイン, Purotein) - Chapitre 12 : Exploration (ナビ, Nabi) - Chapitre 13 : Feux d'artifice à Kamakura (鎌倉花火, Kamakura hanabi) - Chapitre 14 : Plage de sable (砂の浜, Suna no hama) - Chapitre 15 : Le chemin sabloneux (砂の道, Suna no michi) |                  |                   |                  |                   |
| 3 | 19 juillet 1996  | 978-4-06-321061-3 | 21 mai 2021      | 978-2-38-275043-8 |
| Personnage en couverture : Kokone TakatsuListe des chapitres : - Chapitre 16 : Tablier (エプロン, Epuron) - Chapitre 17 : Vagues (波, Nami) - Chapitre 18 : Musashino, la vielle ville (古都ムサシノ, Koto Musashino) - Chapitre 19 : L’effondrement du Nord (北の大崩れ, Kita no dai kuzure) - Chapitre 20 : Le grand oiseau (鵬, Ootori) - Chapitre 21 : Mizugami (水神さま, Suijin-sama) - Chapitre 22 : Retour à Yokosuka (ヨコスカ巡航, Yokohama junkō) - Chapitre 23 : Vivre dans le présent (今の人, Ima no hito) |                  |                   |                  |                   |
| 4 | 18 mars 1997     | 978-4-06-321066-8 | 16 juillet 2021  | 978-2-38-275044-5 |
| Personnages en couverture : Alpha Hatsuseno et Kokone TakatsuListe des chapitres : - Chapitre 24 : Le quotidien des enfants (日々のお子達, Hibi no o kotachi) - Chapitre 25 : Lointains étés (遠い夏休み, Tōi natsuyasumi) - Chapitre 26 : M1 dans le ciel (青のＭ１, Ao no M1) - Chapitre 27 : Le col d'Asahina (朝（あさ）比（ひ）奈（な）峠, Asahina tōge) - Chapitre 28 : Liens (縁（ゆかり）, Yukari) - Chapitre 29 : Au soleil (ひなた, Hinata) - Chapitre 30 : Café Alpha (カフェ アルファ, Kafē Arufā) - Chapitre 31 : Eaux rouges (赤い水, Akai mizu) - Court essai : Improvisation |                  |                   |                  |                   |
| 5 | 20 février 1998  | 978-4-06-321081-1 | 18 novembre 2021 | 978-2-38-275045-2 |
| Personnage en couverture : Alpha HatsusenoListe des chapitres : - Chapitre 32 : Le mont Fuji (富士山, Fujisan) - Chapitre 33 : Emplettes à Yokohama (横浜買い出し, Yokohama kaidashi) - Chapitre 34 : Une invitée (お客さま, Okyaku-sama) - Chapitre 35 : Senteurs du soir (夜のにおい, Yoru no nioi) - Chapitre 36 : Le senteurs de la ville (町のにおい, Machi no nioi) - Chapitre 37 : Tôt le matin (朝早く, Asa hayaku) - Chapitre 38 : Vers la mer (海の河, Umi no kawa) - Chapitre 39 : Thé de l'après-midi (午後の麦茶, Gogo no mugicha) - Chapitre 40 : A la pleine lune (月夜見, Tsukoyumi) - Chapitre 41 : Vision (一眼, Ichigan) - Chapitre 42 : Libellule de printemps (ハルトンボ, Harutonbo) |                  |                   |                  |                   |
| 6 | 19 février 1999  | 978-4-06-321095-8 | 18 novembre 2021 | 978-2-38-275046-9 |
| Personnages en couverture : Alpha Hatsuseno, Takahiro et MatsukiListe des chapitres : - Chapitre 43 : Danse en solo (ひとりおどり, Hitori odori) - Chapitre 44 : La vision des étoiles, la vision des gens (星の目 人の目, Hoshi no me hito no me) - Chapitre 45 : Tous dans le même bateau (みんなの船, Min'na no fune) - Chapitre 46 : Enregistrement - I (レコード, Rekōdo) - Chapitre 47 : Enregistrement - II (レコード・ＩＩ, Rekōdo II) - Chapitre 48 : Enregistrement - III (レコード・ＩＩＩ, Rekōdo III) - Chapitre 49 : Quelle chaleur (あついすな, Atsui su na) - Chapitre 50 : Le temps qui s'écoule (水の時計, Mizu no tokei) - Chapitre 51 : Dans la montagne (やまのあな, Yama no ana) - Chapitre 52 : ＮＩＧＨＴＢＩＲＤ (Oiseau de nuit) - Chapitre 53 : Le sceau d la docteure (先生のマーク, Sensei no māku) - Chapitre 54 : Correspondance avec Musashino (武蔵野通信, Musashino tsūshin) |                  |                   |                  |                   |
| 7 | 21 février 2000  | 978-4-06-321110-8 | 28 février 2022  | 978-2-38275-047-6 |
| Personnage en couverture : Kokone TakatsuListe des chapitres : - Chapitre 55 : Blancheur dans le ciel (中空の白, Chūkū no shiro) - Chapitre 56 : Matin blanc (白い朝, Shiroi asa) - Chapitre 57 : Peinture blanche (白ペンキ, Shiro penki) - Chapitre 58 : Deux points indigo (藍の粒ふたつ, Ai no tsubu futatsu) - Chapitre 59 : Yeux indigo (藍色の瞳, Aiiro no hitomi) - Chapitre 60 : Uniforme bleu (青い服, Aoi fuku) - Chapitre 61 : Montagne rouge (紅（べに）の山（やま）, Beni no yama) - Chapitre 62 : Typhon (颱風, Taifū) - Chapitre 63 : Mon chez moi (私の場所, Watashi no basho) - Chapitre 64 : Une lettre (手紙, Tegami) - Chapitre 65 : Pic (岸, Kishi) |                  |                   |                  |                   |
| 8 | 20 février 2001  | 978-4-06-321120-7 | 28 février 2022  | 978-2-38275-048-3 |
| Personnage en couverture : Alpha HatsusenoListe des chapitres : - Chapitre 66 : Kaki (柿, Kaki) - Chapitre 67 : A l'aéroport (港, Minato) - Chapitre 68 : L'avion (飛行機, Hirōki) - Chapitre 69 : Feu de camp (焚火, Takibi) - Chapitre 70 : De l'eau (水, Mizu) - Chapitre 71 : Le chemin de la vallée (谷の道, Tani no michi) - Chapitre 72 : Cornilles (ササゲ, Sasage) - Chapitre 73 : Gâteau au chocolat (チョコレートケーキ, Chokorēto kēki) - Chapitre 74 : Rétine (網膜, Mōmaku) - Chapitre 75 : Feu de campagne (野火, Nobi) - Chapitre 76 : Châtaignes (栗, Kuri) |                  |                   |                  |                   |
| 9 | 19 mars 2002     | 978-4-06-321134-4 | 25 novembre 2022 | 978-2-38275-049-0 |
| Personnage en couverture : Alpha HatsusenoListe des chapitres : - Chapitre 77 : Sel (塩, Shio) - Chapitre 78 : Yeux violets (むらさきの瞳, Murasaki no hitomi) - Chapitre 79 : De nuit (土の夜, Tsuchi no yoru) - Chapitre 80 : Girouette poisson (風見魚, Kazamiuo) - Chapitre 81 : Une année entière (一年空間, Ichi nen kūkan) - Chapitre 82 : Le chemin de Kuromatsu (クロマツ通り, Kuromatsu-dōri) - Chapitre 83 : Note bleue (青い音, Aoi oto) - Chapitre 84 : 70 mètres au-dessus de la mer (海抜７０, Kaibatsu 70) - Chapitre 85 : La fête à la grenouille (かえる, Kaeru) - Chapitre 86 : Enfin le soir ! (おつかれのイエー, O tsukare no iē) - Chapitre 87 : Dans la baie (入江の者たち, Irie no mono-tachi) - Chapitre 88 : Barracuda volant (ミナミトビカマス, Minami tobikamasu) |                  |                   |                  |                   |
| 10 | 18 mars 2003     | 978-4-06-321147-4 | 30 novembre 2022 | 978-2-38275-050-6 |
| Personnages en couverture : Alpha Hatsuseno, Takahiro et MatsukiListe des chapitres : - Chapitre 89 : Avant l'hiver (冬の前, Fuyu no mae) - Chapitre 90 : En plein hiver (冬の中, Fuyu no naka) - Chapitre 91 : La fin de l'hiver (冬のおわり, Fuyu no owari) - Chapitre 92 : Un thé avec Maruko (マルコ茶, Maruko cha) - Chapitre 93 : Nés des hommes (人の花, Hito no hana) - Chapitre 94 : Écho (echo) - Chapitre 95 : Vert (緑, Midori) - Chapitre 96 : La belle endromie (眠る人, Nemuru hito) - Chapitre 97 : Jaune éclatant (目にしみる黄, Menishimiru ki) - Chapitre 98 : Ceux qui volent (飛ぶ者, Tobu mono) - Chapitre 99 : L'envers du décor (地表, Chihyō) |                  |                   |                  |                   |
| 11 | 23 mars 2004     | 978-4-06-321159-7 | 24 mars 2023     | 978-2-38275-051-3 |
| Personnages en couverture : Alpha Hatsuseno, Takahiro et MatsukiListe des chapitres : - Chapitre 100 : Ensemble (ふたり, Futari) - Chapitre 101 : Le café, nouvelle version (開店の二杯, Kaiten no ni-pai) - Chapitre 102 : Maruko, A7M3 (Ａ７Ｍ３丸子マルコ, A7M3 Maruko Maruko) - Chapitre 103 : L'eau de la falaise (崖の水, Gake no mizu) - Chapitre 104 : Migration (渡り, Watari) - Chapitre 105 : Ultra noir (「超黒」, "Chō kuro") - Chapitre 106 : Les chemins, les villes et leurs habitants (道と町と住人, Michi to machi to jūnin) - Chapitre 107 : Une habituée (常連さん, Jōren-san) - Chapitre 108 : Gouttelettes (しずく, Shizuku) - Chapitre 109 : Adieux face à la marée (潮端（しょんばた）の子, Shonbata no ko) - Chapitre 110 : Notre navire (ふたりの船, Futari no fune) |                  |                   |                  |                   |
| 12 | 22 novembre 2004 | 978-4-06-321165-8 | 24 mars 2023     | 978-2-38275-052-0 |
| Personnages en couverture : Alpha Hatsuseno et MatsukiListe des chapitres : - Chapitre 111 : Bougies (プラグ, Buragu) - Chapitre 112 : La pleine de Musashino (武蔵野原, Musashino Hara) - Chapitre 113 : Poisson (さかな, Sakana) - Chapitre 114 : Jardin miniature (はこにわ, Hako ni wa) - Chapitre 115 : Le premier lever de soleil de l'année (初日の出, Hatsuhinode) - Chapitre 116 : Sous les pins (松の木の下, Matsunoki no shita) - Chapitre 117 : Hauteur : un mètre (高度１ｍ, Kōdo 1m) - Chapitre 118 : En ville (町で, Machi de) - Chapitre 119 : Soupe sucrée (ソバゼンザイ, Sobazenzai) - Chapitre 120 : Voix (声, Koe) |                  |                   |                  |                   |
| 13 | 12 juillet 2005  | 978-4-06-321171-9 | 8 février 2024   | 978-2-38275-053-7 |
| Personnage en couverture : Alpha HatsusenoListe des chapitres : - Chapitre 121 : 50 km, 6 heures (５０ｋｍ、６時, 50km, 6-ji) - Chapitre 122 : Le jour des pastèques (スイカの日, Suika no hi) - Chapitre 123 : À la fin de l'été (夏の終わりに, Natsu no owari ni) - Chapitre 124 : Remise en route (鼓動, Kodō) - Chapitre 125 : Le vent sur le visage (顔にあたる空気, Kao ni ataru kūki) - Chapitre 126 : Grande soeur (おねえさん, O nēsan) - Chapitre 127 : Pluie d'étoiles (滴, Shizuku) - Chapitre 128 : L'étoile qui observe (視線の星, Shisen no hoshi) - Chapitre 129 : Solo (solo) - Chapitre 130 : L'anneau de la lune (月の輪, Tsuki no wa) |                  |                   |                  |                   |
| 14 | 23 mai 2006      | 978-4-06-321176-4 | 8 février 2024   | 978-2-38275-054-4 |
| Personnages en couverture : Alpha Hatsuseno et Kokone TakatsuListe des chapitres : - Chapitre 131 : Air (ａｉｒ) - Chapitre 132 : Celle qui observe en marchant (見て、歩き、よろこぶ者, Mite, aruki, yorokobu mono) - Chapitre 133 : La mer (海の衆, Umi no shū) - Chapitre 134 : Radio (ラジオ, Rajio) - Chapitre 135 : Café Alpha (ＣＡＦＥ ＡＬＰＨＡ) - Chapitre 136 : Kokone Takatsu (鷹津ココネ, Taka Tsu kokone) - Chapitre 137 : Tous dans le même bateau (みんなのふね, Min'na no fune) - Chapitre 138 : Celle qui s'éveille (目覚める人, Mezameru hito) - Chapitre 139 : Message dans le calme du soir (夕凪通信, Yūnagi tsūshin) - Chapitre 140 : Café Alpha - Ultime chapitre (最終回 ヨコハマ買い出し紀行, Saishūkai Yokohama Kaidashi kikō) |                  |                   |                  |                   |

## Adaptation animée
Respectivement nommées Yokohama Kaidashi Kikō (première série de deux épisodes de 30 minutes, sortis en 1998) et Yokohama Kaidashi Kikō ~Quiet Country Cafe~ (seconde série débutée en 2002, aussi composée de deux épisodes d'une trentaine de minutes).
Dans ces deux adaptations, les deux seiyuu principales sont Hekiru Shiina (Alpha Hatsuseno) et Akiko Nakagawa (Kokone Takatsu). Le reste de l'équipe change.

### Yokohama Kaidashi Kikō
- Réalisateur : Takashi Anno
- Musique : Gontiti
- Character design : Atsushi Yamagata
- Directeur artistique : Hiroshi Kato
- Directeur de la photographie : Shigekazu Morishita
- Animateur principal : Masayuki Sekine
- Couleurs : Yuko Kobari
- Directeur sonore : Aya Mizoguchi
- Animation : Asiadou

### Yokohama Kaidashi Kikō ~Quiet Country Cafe~
- Réalisateur : Tomomi Mochizuki
- Screenplay : Tomomi Mochizuki
- Storyboard : Tomomi Mochizuki
- Musique : Choro Club
- Character Design : Masayuki Sekine
- Directeur artistique : Shichiro Kobayashi
- Directeur de l'animation : Masayuki Sekine
- Directeur de la photographie : Kazuhiro Sasaki
- Couleurs : Miyoko Ichinose
- Animation : Asiadou

## Réception
En 2007, la série remporte le Prix Seiun dans la catégorie « Meilleur Manga »,.

### Œuvres
Édition japonaise
1. 1 2  (ja) « ヨコハマ買い出し紀行（１） », sur Kōdansha (consulté le 11 juin 2021).
2. 1 2  (ja) « ヨコハマ買い出し紀行（２） », sur Kōdansha (consulté le 11 juin 2021).
3. 1 2  (ja) « ヨコハマ買い出し紀行（３） », sur Kōdansha (consulté le 11 juin 2021).
4. 1 2  (ja) « ヨコハマ買い出し紀行（４） », sur Kōdansha (consulté le 11 juin 2021).
5. 1 2  (ja) « ヨコハマ買い出し紀行（５） », sur Kōdansha (consulté le 11 juin 2021).
6. 1 2  (ja) « ヨコハマ買い出し紀行（６） », sur Kōdansha (consulté le 11 juin 2021).
7. 1 2  (ja) « ヨコハマ買い出し紀行（７） », sur Kōdansha (consulté le 11 juin 2021).
8. 1 2  (ja) « ヨコハマ買い出し紀行（８） », sur Kōdansha (consulté le 11 juin 2021).
9. 1 2  (ja) « ヨコハマ買い出し紀行（９） », sur Kōdansha (consulté le 11 juin 2021).
10. 1 2  (ja) « ヨコハマ買い出し紀行（１０） », sur Kōdansha (consulté le 11 juin 2021).
11. 1 2  (ja) « ヨコハマ買い出し紀行（１１） », sur Kōdansha (consulté le 11 juin 2021).
12. 1 2  (ja) « ヨコハマ買い出し紀行（１２） », sur Kōdansha (consulté le 11 juin 2021).
13. 1 2  (ja) « ヨコハマ買い出し紀行（１３） », sur Kōdansha (consulté le 11 juin 2021).
14. 1 2  (ja) « ヨコハマ買い出し紀行（１４） », sur Kōdansha (consulté le 11 juin 2021).

Édition française
1. 1 2  (fr) « Escale à Yokohama T01 », sur Meian (consulté le 11 juin 2021).
2. 1 2  (fr) « Escale à Yokohama T02 », sur Meian (consulté le 11 juin 2021).
3. 1 2  (fr) « Escale à Yokohama T03 », sur Meian (consulté le 11 juin 2021).
4. 1 2  (fr) « Escale à Yokohama T04 », sur Meian (consulté le 11 juin 2021).
5. 1 2  (fr) « Escale à Yokohama T05 », sur Meian (consulté le 2 août 2021).
6. 1 2  (fr) « Escale à Yokohama T06 », sur Meian (consulté le 2 août 2021).
7. 1 2  (fr) « Escale à Yokohama T07 », sur Meian (consulté le 8 décembre 2021).
8. 1 2  (fr) « Escale à Yokohama T08 », sur Meian (consulté le 8 décembre 2021).
9. 1 2  (fr) « Escale à Yokohama T09 », sur Meian (consulté le 17 octobre 2023).
10. 1 2  (fr) « Escale à Yokohama T10 », sur Meian (consulté le 17 octobre 2023).
11. 1 2  (fr) « Escale à Yokohama T11 », sur Meian (consulté le 17 octobre 2023).
12. 1 2  (fr) « Escale à Yokohama T12 », sur Meian (consulté le 17 octobre 2023).
13. 1 2  (fr) « Escale à Yokohama T13 », sur Meian (consulté le 14 février 2024).
14. 1 2  (fr) « Escale à Yokohama T14 », sur Meian (consulté le 14 février 2024).